# 臺中太陽
臺中太陽（英語：Taichung Suns）為臺灣職業籃球隊，以臺中市作為球隊所在地，曾以會員身份參與T1聯盟賽事，球隊主場館為國立臺灣體育運動大學體育館。臺中太陽成立於2021年，在2021–22年賽季成為T1聯盟創始球隊，於2023年解散。

## 歷史

### 2021年
2021年5月24日，新聯盟表示有來自新北市、臺北市、臺中市與高雄市的企業向聯盟提出加盟申請。6月19日，臺中太陽宣佈球隊正式成軍，原定的球隊名稱因為和企業排球聯賽球隊撞名所以從「臺中太陽神」改名為「臺中太陽」，由汪蔚傑擔任總經理，以國立臺灣體育運動大學體育館作為主場館。6月21日，T1聯盟與四支球隊未來五年的運營與財務規劃在聯盟的球團領隊會議中正式通過，四支球隊正式簽署加盟意向書、繳交加盟權利金新臺幣500萬元，並簽署三年不退出聯盟之保證。9月9日，臺中太陽宣佈由田本玉擔任總監督。9月29日，臺中太陽宣佈由卡米諾斯（Iurgi Caminos）出任總教練，卡米諾斯與臺中太陽簽下三年合約。10月2日，臺中太陽公布球隊Logo。10月5日，臺中太陽舉行成軍記者會。10月12日，臺中太陽宣佈由賈西亞（Alberto Garcia）擔任助理教練。11月25日，臺中太陽接受臺中市私立葳格高級中學冠名贊助，改名為「臺中葳格太陽」，並由蔡其昌擔任總領隊。

### 2022年
2022年4月29日，臺中葳格太陽確定拿下例行賽第二名，以第二種子晉級季後賽。5月28日，臺中葳格太陽在四強賽以2比1擊敗新北中信特攻，挺進總冠軍賽。6月4日，臺中葳格太陽在總冠軍賽以0比3不敵高雄全家海神。8月9日，臺中葳格太陽宣布與助理教練賈西亞（Alberto Garcia）完成續約。9月18日，總經理汪蔚傑受訪時表示新賽季由助理教練賈西亞接掌兵符。10月25日，臺中太陽在開季記者會上宣布由克里斯（Chris Gavina）執掌兵符。12月20日，臺中太陽宣布聘請尼奧（Niño Canaleta）擔任助理教練。

### 2023年
2023年4月9日，臺中太陽確定以例行賽排名第五晉級季後挑戰賽。4月27日，臺中太陽在季後挑戰賽以2比1擊敗台灣啤酒英熊，晉級四強賽。5月7日，臺中太陽在四強賽以0比3不敵新北中信特攻。6月29日，臺中太陽宣佈總教練克里斯離隊。7月1日，臺中太陽宣佈由塔克（Anthony Tucker）出任總教練。8月29日，臺中太陽宣佈愛爾蘭籍教練祥恩（Sean Kilmartin）擔任助理教練。9月15日，T1聯盟宣布臺中太陽無法符合財務資格規範未獲得2023–24年賽季參賽資格。10月初，總教練塔克與臺中太陽中止合約。10月16日，臺中太陽宣布解散。

## 歷年戰績
以下列出球隊過去在T1聯盟的戰績。
| 聯盟總冠軍 | 晉級季後賽 |

| 賽季    | 聯盟 | 例行賽 | 例行賽 | 例行賽 | 例行賽 | 例行賽 | 季後賽                                                              |
| 賽季    | 聯盟 | 名次   | 已賽   | 勝場   | 敗場   | 勝率   | 季後賽                                                              |
| ------- | ---- | ------ | ------ | ------ | ------ | ------ | ------------------------------------------------------------------- |
| 2021–22 | T1   | 2 / 6  | 30     | 20     | 10     | .667   | 獲勝 四強賽（新北中信特攻）2比1 落敗 總冠軍賽（高雄全家海神）0比3   |
| 2022–23 | T1   | 5 / 6  | 30     | 8      | 22     | .267   | 獲勝 季後挑戰賽（台灣啤酒英熊）2比1 落敗 四強賽（新北中信特攻）0比3 |

## 主場館
臺中太陽從2021年使用國立臺灣體育運動大學體育館作為球隊主場館。

## 外部連結
- 官方网站
- 臺中太陽的Facebook專頁
- 臺中太陽的Instagram帳戶
- YouTube上的臺中太陽頻道